# Soestduinen
Soestduinen est un village situé dans la commune néerlandaise de Soest, dans la province d'Utrecht. En 2009, le village comptait 126 habitants.